# Anhurmosze
Anhurmosze ("Anhur gyermeke") ókori egyiptomi hivatalnok volt. Pályáját a seregben kezdte, valószínűleg II. Ramszesz uralkodása alatt. Merenptah idején Anhur és Maat főpapja volt.
Főleg behdeti (görögül Lepidotonpolisz, ma el-Masajih, Abüdosz közelében) sírjából ismert. A sírkamra díszített, és életrajzi felirat is található benne. A felirat szerint Anhurmosze hajón kezdte karrierjét, bár nem világos, pontosan milyen beosztásban. Később a hadseregben szolgált, és hadjáratokon is részt vett. A hadsereg és a harci szekerek írnoka volt. Az ekkor hatalmon lévő fáraó nevét nem említi a felirat, de valószínűnek tűnik, hogy II. Ramszeszről van szó, mert Anhurmosze pályájának második fele Ramszesz fia, Merenptah uralkodása alatt zajlott, ő pedig csak körülbelül tíz évig uralkodott. Az életrajz azt is kijelenti, hogy Anhurmoszét Su isten választotta ki Maat főpapjává, de nem világos, ez mit jelent, talán azt, hogy a király jelölte ki. Egyéb feliratokból tudni, hogy Anhur főpapja is volt.
Anhurmosze anyja Iemweni volt, apja Pennub, „a Két Föld ura újoncainak írnoka”. Sírjában két feleségét említik, az egyik neve Tawerethotepet volt, másikuké Szahmetnofret. Két fiáról tudni: Pennub istállómester volt, Hui pedig Anhur papja.

## Fordítás
- Ez a szócikk részben vagy egészben  az   Anhurmose című angol Wikipédia-szócikk ezen változatának fordításán alapul.  Az eredeti cikk szerkesztőit annak laptörténete sorolja fel. Ez a jelzés csupán a megfogalmazás eredetét és a szerzői jogokat jelzi, nem szolgál a cikkben szereplő információk forrásmegjelöléseként.